# Classix Nouveaux
Classix Nouveaux var en brittisk new wave-grupp som bildades 1979. Bandet släppte tre album varav de två första hamnade Top 20 på Sverigetopplistan 1982. 
Gruppen upplöstes 1985, och sångaren Sal Solo fortsatte som soloartist, flyttade till USA och arbetade med kristen musik. Ett nytt album med Classix Nouveaux, Battle Cry, släpptes i november 2023.

## Biografi
Classix Nouveaux medverkade i Måndagsbörsen 16 november 1981. Bandet placerades i New Romantic-vågen tillsammans med band som Ultravox och Japan, mycket på grund av deras klädstil, och sångaren Sal Solos säregna utstrålning med sitt slätrakade huvud. Musikvideon till singeln "Guilty", som regisserades av Russell Mulcahy, visades även flitigt på MTV i USA.
Classix Nouveaux blev däremot mer populära i Polen, Portugal, Jugoslavien, Israel, Island och turnerade bl.a i både Asien och Indien. De skulle bli ett kultförklarat band som aldrig fick ett riktigt genombrott i hemlandet, där singeln ”Is It A Dream” hamnade högst, plats 11 på UK Singles Chart 1982.
Bandets tredje album "Secret", som släpptes 1983, producerades av amerikanen Alex Sadkin (som sedan producerade storsäljare som Seven and the Ragged Tiger, och Agent Provocateaur), blev en påkostad produktion och Classix Nouveaux sparkades av skivbolaget innan albumet släpptes med bristfällig promotion. Efter några medlemsbyten lades bandet ner och Sal Solo startade en solokarriär med kristen musik.
2021 började originalmedlemmarna att arbeta tillsammans igen på ett nytt kommande album. Deras fjärde studioalbum, "Battle Cry", släpptes i november 2023.

## Diskografi
Studioalbum
| Brittiskt släppdatum | Album        | Storbritannien | Sverige |
| -------------------- | ------------ | -------------- | ------- |
| 7 maj 1981           | Night People | 66             | 11      |
| 5 april 1982         | La Verité    | 44             | 17      |
| 14 november 1983     | Secret       | –              | –       |
| 2023                 | Battle Cry   | –              | –       |

Singlar
| Brittiskt släppdatum | Låt                                  | Storbritannien | Sverige |
| -------------------- | ------------------------------------ | -------------- | ------- |
| 29 augusti 1980      | "The Robots Dance"                   | –              | –       |
| 10 november 1980     | "Nasty Little Green Men"             | –              | –       |
| 9 februari 1981      | "Guilty"                             | 43             | –       |
| 27 april 1981        | "Tokyo"                              | 67             | –       |
| 27 juli 1981         | "Inside Outside"                     | 45             | –       |
| 26 oktober 1981      | "Never Again (The Days Time Erased)" | 44             | 19      |
| 6 mars 1982          | "Is It A Dream"                      | 11             | –       |
| 17 maj 1982          | "Because You're Young"               | 43             | –       |
| ?? oktober 1982      | "The End...Or The Beginning"         | 60             | –       |
| 1983                 | "Forever And A Day"                  | –              | –       |
| 1983                 | "Never Never Comes"                  | –              | –       |